# 海南软件职业技术学院
海南软件职业技术学院，简称海软，是中华人民共和国的一所全日制公办普通高等專科學校。学校坐落于海南省琼海市，由海南省人民政府举办，并由海南省教育厅主管。

## 历史沿革
海南软件职业技术学院肇始于民国13年（1923年）建立的琼东县立初级中学，当时，海南人孔复初、黎海初、林学初等人到东南亚发动华侨募捐10万余元，以建立学校。中华人民共和国成立后又改制为琼东师范学校。1959年，更名为琼海师范学校，为海南8所中等师范学校之一，并曾获得“全国先进师范学校”荣誉称号。
随着经济社会发展的需要，中共海南省委、海南省人民政府开始筹备将琼海师范学校升格为大专院校；2003年3月，经海南省人民政府批准、中华人民共和国教育部备案，琼海师范学校升格为专科层次的海南软件职业技术学院。

## 现况
海南软件职业技术学院是一所以培养信息、软件行业的高素质技术技能人才为主的职业大学，拥有教职员500余人，在校生9,300余人，分布在该校软件工程学院（人工智能学院）、网络工程学院、经济管理学院、动画学院、机电工程学院、教育与艺术学院、国际教育与旅游学院、马克思主义学院、公共教学部、体育部等10个二级学院（教学部）34个专业内；学校也在軟體、動畫设计等领域具有一定的发展优势。